# 660 aC
L'any 660 aC va ser un any del calendari romà pre-julià. A l'Imperi Romà es coneixia com l'any 94 ab urbe condita. La denominació 660 aC per a aquest any s'ha utilitzat des de l'època medieval primerenca, quan l'era del calendari Anno Domini es va convertir en el mètode prevalent a Europa per nomenar els anys.

## Esdeveniments
- Esdeveniment de partícules solars extrems comparable amb l'esdeveniment detectat el 774/775.[1][2]
- 11 de febrer: Data d'adhesió del primer emperador del Japó, l'emperador Jinmu, convertit a partir de l'any imperial japonès segons el càlcul de les dates del Nihon Shoki.

## Necrològiques
- Duke Cheng de Qin, governant de l'Estat de Qin.[3]